# Ogni (Kraj Ałtajski)
Ogni (ros. Огни) – wieś w Rosji, w Kraju Ałtajskim, w rejonie ust-kałmańskim. W 2010 liczyła 1259 mieszkańców.